# Gáo trắng
Gáo trắng hay gáo tàu, cà tôm, cà đam (danh pháp khoa học: Neolamarckia cadamba, nhiều tài liệu đã từng sử dụng sai lầm là Anthocephalus chinensis). Cụm từ "lamarckia" trong tên chi bắt nguồn từ tên của nhà tự nhiên học người Pháp Jean-Baptiste Lamarck). Các tên gọi từ các quốc gia khác như kadam (tiếng Bengal: কদম/কদম্ব, tiếng Odia: କଦମ୍ବ, tiếng Tamil: கடம்பு).

## Vấn đề phân loại
Tên khoa học của loài này đã từng là chủ đề gây tranh cãi trong phân loại, bắt đầu từ thập niên 1930. Vấn đề phát sinh là do các tên khoa học đều dựa theo các mẫu vật điển hình. Năm 1785, Jean-Baptiste Lamarck miêu tả một mẫu vật dưới tên gọi Cephalanthus chinensis và thông báo rằng thu được nó từ Madagascar. Năm 1830, Achille Richard tạo ra tên gọi Anthocephalus indicus và thông báo rằng loài đến từ châu Á và rằng miêu tả của ông cũng dựa theo cùng một mẫu vật như Cephalanthus chinensis của Lamarck. (Theo các quy tắc của ICN thì đúng ra Richard nên sử dụng tên gọi A. chinensis thay vì A. indicus, do ông không nên thay đổi phần tên định danh loài.)
Vấn đề là ở chỗ cho dù Richard quả thật có sử dụng cùng một mẫu vật như Lamarck hay không thì nguồn gốc địa lý được coi là khác biệt và miêu tả cũng không phù hợp; chẳng hạn trong Cephalanthus chinensis của Lamarck thì các cụm hoa mọc ở nách lá trong khi ở Anthocephalus của Richard thì chúng lại mọc ở đầu cành. Nếu các mẫu vật chỉ là một thì Anthocephalus là đồng nghĩa của Cephalanthus có ở Madagasca và không thể là tên chi cho gáo trắng ở châu Á. Nếu chúng là khác biệt (mặc cho tuyên bố của Richard rằng chúng là một) thì Anthocephalus có thể là tên chi cho gáo trắng. Dựa theo quan điểm sau, tên gọi Anthocephalus chinensis đã từng được sử dụng rộng rãi cho gáo trắng.
Quan điểm hiện tại mà phần lớn các nguồn phân loại công nhận cho rằng Anthocephalus indicus của Richard hay Anthocephalus chinensis là đồng nghĩa của Cephalanthus chinensis (hiện nay đã được chuyển sang chi Breonia với danh pháp Breonia chinensis (Lam.) Capuron), và như thế thì việc sử dụng rộng rãi tên gọi Anthocephalus chinensis để chỉ gáo trắng là một sai sót. (Ý nghĩa sai sót này của tên khoa học được chỉ ra bằng cách viết A. chinensis auct., trong đó "auct." là viết tắt của cụm từ tiếng Latinh để chỉ "của [các] tác giả", nghĩa là không phải của người có thẩm quyền hiệu chỉnh.)
Nếu công nhận tên khoa học của Richard cho gáo trắng là không chính xác thì tên gọi sớm nhất là Nauclea cadamba của William Roxburgh năm 1824. Năm 1984, Jean Marie Bosser tạo ra tên chi mới Neolamarckia nhằm vinh danh Lamarck để chỉ chi thực vật châu Á phù hợp với miêu tả của Richard cho Anthocephalus của ông, chuyển Nauclea cadamba thành Neolamarckia cadamba (Roxb.) Bosser. Tuy nhiên, không phải tất cả các nguồn thực vật học đều chấp nhận phân tích phân loại này và tên gọi Anthocephalus vẫn còn được sử dụng để chỉ chi thực vật châu Á này.

## Miêu tả
Là cây gỗ thường xanh quanh năm thuộc họ Thiến thảo (Rubiaceae). Cây thuộc nhóm gỗ lớn, trong tự nhiên có thể dễ dàng tìm thấy cây cao tới 30–45 m, thuộc tầng cây vượt tán rừng. Thân cây thuộc nhóm thân đơn trục, có các cành nhánh đâm ngang. Vỏ thân cây màu xám, gỗ giác màu trắng, gỗ lõi màu cam nhạt. Lá cây có phiến hình bầu dục dài 13–32 cm (5,1–12,6 in), đầu lá có mũi nhọn, đuôi lá có thể tròn hoặc tà. Mặt dưới lá có lớp lông mịn. Lá kèm sớm rụng, dạng lá kèm thon nhọn dài 1,5–2 cm. Thường bắt đầu ra hoa khi 3-4 năm tuổi. Hoa mọc ở đầu cành nhánh, có mùi thơm, màu từ đỏ tới cam. Quả dạng phức kép hình cầu đường kính 2-4,5 cm.

## Phân bố
Sinh thái cây thường thấy ở rừng lầy có thể bị ngập, các bình nguyên. Loài cũng thường còn sót lại trong các tổ thành tái sinh rừng thứ sinh thuộc khu vực có lượng mưa và độ ẩm cao. Gáo trắng có phân bố tự nhiên trong vùng nhiệt đới và cận nhiệt đới, từ Nam Trung Hoa, Nam Á, Đông Nam Á tới vùng đảo Papua.

## Sử dụng
Lá và vỏ cây có thể được dùng để chiết xuất chất chống viêm. Ở Ấn Độ và một số nước có tôn giáo theo Hindu và Ấn giáo thì loài này thường được trồng như là một loài cây tôn nghiêm, hoa của nó có thể được dùng trong công nghệ tinh chiết các hoạt chất dùng là nước hoa. Gỗ gáo trắng có tính chất cơ học không cao, có thể dễ dàng gia công cắt gọt, dùng đóng các vật gia dụng sau khi được xử lý bảo quản.
Gáo trắng là loài có ý nghĩa lâm học, được quan tâm nghiên cứu như là loài thúc đẩy quá trình tái sinh lỗ trống rừng mưa nhiệt đới, phục hồi rừng thứ sinh nghèo kiệt từ giai đoạn diễn thế rừng thảm lau sậy, tre nứa. Có thể trồng ở vùng ven bán ngập của các hồ thủy điện, tăng sinh khối gỗ cho mô hình trồng rừng kết hợp tre-gỗ. Tuy nhiên hạn chế dùng cây làm cây xanh đô thị do sinh trưởng loài nhanh, gỗ mềm dễ gãy đổ.